# Strike (bowling)
Pour les articles homonymes, voir Strike et Abat (homonymie).

Avec un bon lancer et une trajectoire incurvée correctement, la boule ne touche que les quilles 1, 3, 5 et 9 (colorirées en rouge au fur et à mesure) pour réussir un strike. Toutes les autres quilles se font tomber entre elles les unes après les autres.

Au bowling, un strike (abat au Canada) est un terme qui veut dire que toutes les quilles ont été renversées avec la première boule. Sur le tableau des points, un strike est noté par un X.
Au jeu à 10 quilles, un abat rapporte 10 points au quilleur, plus un bonus correspondant au nombre de quilles renversées par les deux boules suivantes. 

## Score

Une feuille de marquage pour le bowling à 10 quilles utilisant un X pour indiquer un strike.

L'exemple sur la figure à droite illustre le bonus au score lié à la réalisation d'un strike.
Carreau 1, balle 1 : strike, 10 points
Carreau 2, balle 1 : 3 quilles renversées
Carreau 2, balle 2 : 6 quilles renversées
Score du carreau 1 : 10 + (3 + 6) = 19 points. Score du carreau 2 : 3 + 6 = 9 points. Score total : 28 points.
La marque parfaite pour un carreau est donc de 30 points, soit trois strikes consécutifs. Une partie parfaite compte donc 10 carreaux de 30 points chacun, pour un total de 300 points.